# 화교 (장여)
화교(和嶠, ? ~ 292년)는 서진의 관료로, 자는 장여(長輿)이며, 여남군 서평현(西平縣) 사람이다. 조위의 태상 화흡의 손자이자 이부상서(吏部尙書) 화유의 아들이다.

## 생애
어려서부터 명성이 있었고, 사람됨이 기품 있고 진중하여 칭송이 있었다. 평소에 하후현의 인품을 흠모하였다.
황문랑(黃門郞)을 지내다가 중서령(中書令)으로 전임되었고, 이후 상서(尙書)가 되었다. 민회태자가 책봉되었을 때 소보(少保)가 되었고, 산기상시(散騎常侍)가 더해졌다.
원강 2년(292년)에 죽었고, 금자광록대부(金紫光祿大夫)에 추증되었다.
화교는 때를 잘 맞추어 재산을 긁어모아 왕이나 공에 필적할 정도였으나, 성품은 매우 인색하였다. 두예는 화교의 행태를 보고 수전노라고 비방하였다.

## 출전
- 부창(傅暢), 《진제공찬》(晉諸公贊) [진수, 《삼국지》 권23 화상양두조배전 배송지주에 인용]
- 방현령, 《진서》 권45